# Het Bildt
Het Bildt – gmina w Holandii, w prowincji Fryzja. Jej siedzibą jest Sint Annaparochie. Na terenie gminy znajduje się również kilka innych miejscowości: Minnertsga, Sint Jacobiparochie, Oudebildtzijl, Vrouwenparochie, Nij Altoenae oraz Westhoek.